# مبرهنة القيمة الوسطية
مبرهنة القيمة الوسطية إحدى مبرهنات التحليل الرياضي للدوال المستمرة (المتصلة) في مجالها الفاصل. تقضي بالمجمل بأن الدالة المستمرة إذ كانت تتخذ قيمتين مختلفتين فإنها تتخذ جميع القيم التي بين هاتين القيمتين. لهذا الكلام لازمتين هما:
1. إذا كان لدالة متصلة ما قيمتان ذات إشارتين مختلفتين (إحداهما سالبة والأخرى موجبة) في مجال ما، فإنه حتما يوجد جذر لهذه الدالة داخل هذا المجال. تسمى هذه المسألة مبرهنة بولزانو نسبة إلى عالم الرياضيات برنارد بولزانو.
2. صورة مجال بدالة متصلة هي ذاتها مجال.

## بيان
| إذا كانت دالة ذات قيم حقيقية (f) مستمرة في مجال معين ([a, b]) وكان عدد محصور بين صورتي هاتين القيمتين (f(a) < u < f(b))، فيوجد عدد من الفترة (c ∈ [a, b]) تساوي صورته العدد المحصور بين صورتي القيمتين. (f(c) = u). تبين مبرهنة القيمة الموسطية الفكرة التي مفادها أن منحنى دالة متصلة يمكن رسمه على مجال مغلق بدون رفع القلم عن الورقة. |

## علاقتها باكتمال الأعداد الحقيقية
مبرهنة القيمة الوسطية تتعلق وتكافئ اكتمال الأعداد الحقيقية. لا تطبق في مجموعة الأعداد الجذرية Q، لأن هذه المجموعة فيها فجوات بين عناصرها. الأعداد غير الجذرية هي التي تملأ هذه الفجوات. على سبيل المثال، الدالة {\displaystyle f(x)=x^{2}-2} ، معرفةً على مجموعة الأعداد الجذرية (أي {\displaystyle x\in \mathbb {Q} }) تحقق {\displaystyle f(0)=-2} و {\displaystyle f(2)=2}، ورغم ذلك ليس هنا من عدد جذري {\displaystyle x} يحقق {\displaystyle f(x)=0} لأن {\displaystyle {\sqrt {2}}} عدد غير جذري.

## البرهان
يمكن البرهان على مبرهنة القيمة الوسطية بالاعتماد على مفهوم خاصية الاكتمال للأعداد الحقيقية.

## التاريخ
أول من برهن على هذه المبرهنة عالم الرياضيات برنارد بولزانو. كان ذلك عام 1817. جاء أوغستين لوي كوشي ببرهان آخر في عام 1821. اعتمد كلا العالمين في برهانهما على أعمال عالم الرياضيات جوزيف لوي لاغرانج. لفكرة القيمة الوسطية أصول أقدم من ذلك حيث برهن عالم الرياضيات سيمون ستيفين على المبرهنة ذاتها بالنسبة لمتعددات الحدود مستعملا من أجل هذا الهدف مثال الدوال التكعيبية. رأى بعض العلماء آنذاك، أن المبرهنة بديهية وأنها لا تحتاج إلى برهان.

## هل العكس صحيح ؟
كعس مبرهنة القيمة الوسطية غير صحيح. انظر إلى مبرهنة داربو في التحليل.

## تعميمات
ترتبط مبرهنة القيمة الوسطية ارتباطا شديدا بالمفهوم الطوبولوجي المتمثل في الفضاءات المتصلة منبثقةً من الخصائص الأساسية للمجموعات المتصلة في الفضاءات المترية. انظر إلى مبرهنة بورسوك-أولام.
- إذا كان {\displaystyle X} و {\displaystyle Y} فضاءان متريان وكانت {\displaystyle f} دالة متصلة من X إلى Y ({\displaystyle f\colon X\to Y})، وكان {\displaystyle E} جزءا من {\displaystyle X} ({\displaystyle E\subset X})، وكان هذا الأخير فضاءا متصلا، فإن {\displaystyle f(E)} هو أيضا فضاء متصل.